# El diablo también llora
Pour plus de détails, voir Fiche technique et Distribution.
El diablo también llora (italien : Il delitto di Anna Sandoval) est un mélodrame italo-espagnol réalisé par José Antonio Nieves Conde et sorti en 1963.

## Synopsis
Lorsqu'Ana Sandoval apprend que son mari Ramón a une maîtresse et un fils secret, furieuse de jalousie, elle l'assassine. Lors du procès, le chef de l'accusation privée est le frère du défunt, tandis que son défenseur, Tomás, tente d'obtenir du tribunal qu'il la déclare innocente.

## Fiche technique
- Titre original espagnol : El diablo también llora[1] (litt. « Le diable pleure aussi »)
- Titre italien : Il delitto di Anna Sandoval[2]
- Réalisateur : José Antonio Nieves Conde
- Scénario : Severiano Fernández Nicolás, Mario Lacruz, José Antonio Nieves Conde, Giorgio Prosperi
- Photographie : Antonio Macasoli
- Montage : Antonio Ramírez de Loaysa
- Musique : Riz Ortolani
- Décors : Enrique Alarcón
- Production : Alfredo Fraile
- Sociétés de production : Apo Films
- Pays de production :  Espagne -  Italie
- Langue originale : espagnol
- Format : Noir et blanc - 2,35:1 - Son mono - 35 mm
- Durée : 94 minutes
- Genre : mélodrame
- Dates de sortie :
  - Espagne : 15 novembre 1963 (Madrid) ; 15 mars 1965
  - Italie : 14 juin 1966

## Distribution
- Eleonora Rossi Drago : Ana Sandoval
- Francisco Rabal : Tomás
- Fernando Rey : Ramón Quiroga
- Alberto Closas (es) : Fernando Quiroga
- Graziella Galvani : Maria
- Paola Barbara : La mère d'Ana
- Alicia Altabella (es) : Sœur de Fernando et Ramón
- Manuel Arbó (es) : Huissier
- Juan Beringola : Alfredo
- Margot Cottens (es) : Julia
- Ana María Custodio : Mme de Quiroga
- Félix de Pomés : M. Quiroga
- Antonio Ferrandis : Conducteur de train
- Lola Gaos : Lucía
- Luis García Ortega : Procureur
- Montserrat Julió (es) : Carmen Castariega
- Mabel Karr (es) : Luisa Ruiz Lorca
- José María Labernié : Détective privé
- Antonio Moreno : Médecin
- José Orjas (es) : Greffier